# Polokce
Polokce (Servisch cyrillisch Полокце) is een plaats in de Servische gemeente Novi Pazar. De plaats telt 117 inwoners (2002).